# Jacopo da Fivizzano
Jacopo da Fivizzano (Fivizzano, 1440 circa – post 1479) è stato un tipografo italiano.

## Biografia
Dopo aver appreso l'arte della stampa a Venezia, nel 1472 la introdusse a Fivizzano, « con la stampa dell'Opera di Virgilio, con sottoscrizione anche del prete Battista e di un certo Alessandro, entrambi originari o abitanti a Fivizzano ».
Successivamente pubblicò alcune opere di Cicerone, di Sallustio, di Giovenale e di Antonio Cornazzano. 
La scarsa fortuna dell'impresa editoriale lo spinse a tornare presto a Venezia, dove aprì una stamperia nel 1476. 
Produsse allora testi di grammatica, di fisiognomia, di retorica, ed ancora opere di Prisciano, e Cicerone.
Con il (1477) cessò la sua produzione: « le notizie sullo stampatore si fanno più rade, quasi ad indicare un sempre minor impegno di Jacopo nell'attività tipografica, in cui è peraltro ancora attivo: risulta infatti inviare da Venezia, il 27 maggio 1479, dei libri a Modena ».
Da quella data, non si hanno più notizie dello stampatore.
A lui è dedicato il Museo della stampa di Fivizzano.
Voluto e realizzato da Loris Jacopo e Eugenio Bononi nel Palazzo Fantoni Bononi.